# Pidonia heudei
Pidonia heudei là một loài bọ cánh cứng trong họ Cerambycidae.